# Notopteris neocaledonica
Notopteris neocaledonica é uma espécie de morcego da família Pteropodidae. Endêmica da Nova Caledônia.